# كلارنس إي. كيلبيرن
كلارنس إي. كيلبيرن هو رئيس ‏ وسياسي أمريكي، ولد في 13 أبريل 1893 في قرية مالون في الولايات المتحدة، وتوفي بنفس المكان في 20 مايو 1975. نشط حزبياً في الحزب الجمهوري. وقد انتخب مدير وانتخب عضو مجلس النواب الأمريكي ‏.